# 14463 McCarter
14463 McCarter este un asteroid din centura principală de asteroizi.

## Descriere
14463 McCarter este un asteroid din centura principală de asteroizi. A fost descoperit pe 15 aprilie 1993 la Kitt Peak National Observatory în cadrul proiectului Spacewatch. El prezintă o orbită caracterizată de o semiaxă mare de 2,31 ua, o excentricitate de 0,12 și o înclinație de 7,1° în raport cu ecliptica.